# 巴基斯坦佛教

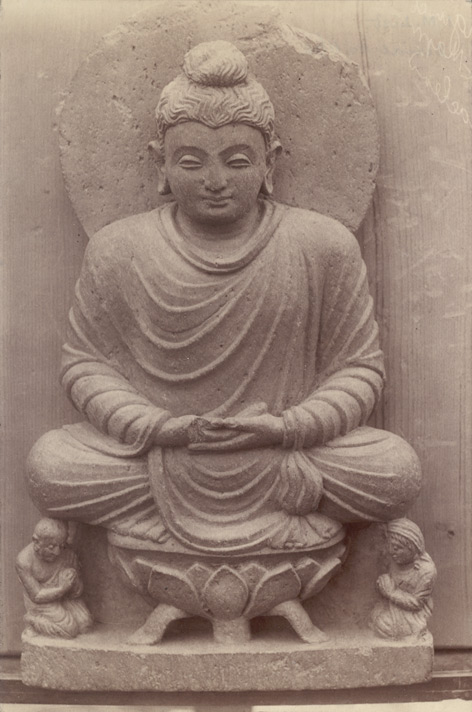
巴基斯坦斯瓦特縣的佛像

巴基斯坦是全民信仰伊斯蘭教的現代世俗化國家，全國人口中信仰佛教者為數極少，2012年普查數據表明不足1500人，2017年選民登記中佛教徒人數爲1884人，集中在信德省和旁遮普省。
佛教在古代的巴基斯坦曾有悠久的傳播歷史。古代時期屬於西方印度的巴基斯坦，佛教曾極為盛行；不僅是佛教北傳重要路線外，境內一度擁有大量信仰人口和佛教寺廟。從塞琉古王國、貴霜至加茲尼王國，不同時期曾產生大量佛教高僧、部派思想等；至今仍存有佛教文化遺產與考古遺跡，如塔克特依巴依。

## 古代巴基斯坦各個地區的佛教
在巴基斯坦，與阿富汗接壤的西北邊境省，有眾多佛教遗跡，主要集中於犍陀羅一帶，古代居住於此的佛教徒多數為大乘佛教徒。
斯瓦特是另一佛教流行的重要地區，現在那裡的居民多数是普什圖人。在古代，此地曾是密宗流行的烏仗那國（密宗信徒相信佛陀曾到此地傳授密法，此地也是蓮花生的故鄉）。
在巴基斯坦的旁遮普地區，有許多佛教寺院和佛塔的遺址，其中以塔克西拉最為有名。古時的高僧童受就出生於呾叉始羅國（位於現旁遮普塔克西拉）。

## 印度教和伊斯蘭教
古代巴基斯坦的佛教在嚈噠時代衰退，在旁遮普地區的大多數佛教徒在公元7世紀初起開始改宗印度教。
自公元7世纪後期起，信仰伊斯蘭教的阿拉伯人入侵南亞的西北部，直到大約公元10世紀，當加茲尼的馬哈茂德控制巴基斯坦的部分地區，伊斯蘭教開始在當地站穩腳跟。後來，隨著伊斯蘭教聖戰的進行，巴基斯坦一帶的佛教徒要麼逃至南亞其他地區，要麼被迫改宗伊斯蘭教。最終，佛教在巴基斯坦不復存在，只剩一些遺跡。